# Schimanowsk
Schimanowsk (russisch Шимановск) ist eine Stadt in der Oblast Amur (Russland) mit 16.488 Einwohnern (Stand 1. Oktober 2021).

## Geographie
Die Stadt liegt im Fernen Osten Russlands, nordöstlich des Grenzflusses Amur, etwa 250 km nordwestlich der Oblasthauptstadt Blagoweschtschensk, am rechten Nebenfluss des Seja, Bolschaja Pjora.
Die Stadt Schimanowsk ist der Oblast administrativ direkt unterstellt und zugleich Verwaltungszentrum des gleichnamigen Rajons.
Schimanowsk liegt an der auf diesem Abschnitt 1914 eröffneten Transsibirischen Eisenbahn (Station Schimanowskaja, Streckenkilometer 7723 ab Moskau).

## Geschichte
Schimanowsk entstand 1910 im Zusammenhang mit dem Bau der Amurbahn, einer alternativen Strecke zur ursprünglichen Linienführung der Transsibirischen Eisenbahn durch die Mandschurei, unter dem Namen Pjora (Пёра, nach dem hier fließenden Fluss). 1914, mit der Eröffnung des Streckenabschnittes, erfolgte die Umbenennung in Gondatti zu Ehren des damaligen (1911–1917) Gouverneurs der Oblast Amur und Ethnographen Nikolai Gondatti (1861–1945). 1920 wurde die Bahnstation in Schimanowskaja umbenannt, die Siedlung selbst in Wladimiro-Schimanowski (Владимиро-Шимановский), nach dem Eisenbahningenieur, ersten Direktor der Amureisenbahn und „roten“ Bürgerkriegsteilnehmer Wladimir Schimanowski (1882–1918), der in der Oblasthauptstadt Blagoweschtschensk erschossen wurde. Am 21. August 1950 erhielt der Ort unter dem heutigen Namen Stadtrecht. Einen wirtschaftlichen Aufschwung nahm die Stadt während des Baus der Baikal-Amur-Magistrale in den 1970er Jahren als Zentrum der Bauwirtschaft.

### Bevölkerungsentwicklung
| Jahr | Einwohner |
| ---- | --------- |
| 1939 | 13.510    |
| 1959 | 17.891    |
| 1970 | 16.880    |
| 1979 | 25.586    |
| 1989 | 26.274    |
| 2002 | 22.267    |
| 2010 | 19.815    |
| 2021 | 16.488    |

Anmerkung: Volkszählungsdaten

## Kultur und Sehenswürdigkeiten
Schimanowsk besitzt seit 1969 ein der Stadtgeschichte gewidmetes Heimatmuseum.

## Wirtschaft
In Schimanowsk sind Betriebe der Bauwirtschaft, des Maschinenbaus (Кранспецбурмаш/ Kranspezburmasch – Spezialkräne und -bohrgeräte) und der Lebensmittelindustrie angesiedelt.